# Auslander-Reiten-Köcher
Der Auslander-Reiten-Köcher – benannt nach Maurice Auslander (1926–1994) und Idun Reiten (1942–2025) – ist ein Translationsköcher, der zur kombinatorischen Beschreibung von abelschen Kategorien benutzt wird. Eingeführt wurde er ursprünglich, um die Kategorie der Darstellungen eines Köchers oder – allgemeiner – von Moduln über Artin-Algebren zu beschreiben.

## Definition für die Kategorie der Darstellungen eines Köchers
Sei {\displaystyle k} ein Körper und {\displaystyle Q} ein azyklischer Köcher. Sei {\displaystyle C} die Kategorie der Darstellungen des Köchers über dem Körper {\displaystyle k}. Dann sind die Punkte des Auslander-Reiten-Köchers {\displaystyle \Gamma _{C}} die Isomorphieklassen der unzerlegbaren Darstellungen in {\displaystyle C}. Zwischen zwei Punkten {\displaystyle x} und {\displaystyle y} sind die Pfeile wie folgt definiert: Aus {\displaystyle x} wähle einen Repräsentanten {\displaystyle X} und aus {\displaystyle y} einen Repräsentanten {\displaystyle Y}. Die Pfeile von {\displaystyle X} nach {\displaystyle Y} bilden eine Basis des Raumes der irreduziblen Abbildungen von {\displaystyle X} nach {\displaystyle Y}. Die Translation {\displaystyle \tau } ist eine Abbildung einer Teilmenge der Punkte in {\displaystyle \Gamma _{C}} in die Menge der Punkte {\displaystyle \Gamma _{C}}. Für jeden Punkt {\displaystyle z}, dessen Elemente nicht projektiv sind, gibt es eine Auslander-Reiten-Folge (fast zerfallende, kurze exakte Folge) der Form {\displaystyle 0\rightarrow X\rightarrow Y\rightarrow Z\rightarrow 0} mit {\displaystyle Z\in z}. Dann ist {\displaystyle \tau (z)=x}.
Entsprechend gibt es auch für jeden Punkt {\displaystyle x}, dessen Elemente nicht injektiv sind, eine Auslander-Reiten-Folge der Form {\displaystyle 0\rightarrow X\rightarrow Y\rightarrow Z\rightarrow 0} mit {\displaystyle X\in x}.

### Erläuterungen
Der Auslander-Reiten-Köcher liefert auf Grund des Satzes von Krull-Remak-Schmidt (jede nicht-triviale Darstellung eines Köchers ist die direkte Summe von unzerlegbaren Darstellungen) eine Beschreibung der Objekte in der Kategorie {\displaystyle C}.
Falls {\displaystyle C} darstellungsendlich ist, lässt sich jede nicht-triviale Abbildung als Komposition endlich vieler irreduzibler Abbildungen zerlegen. Daher liefert in diesem Fall der Auslander-Reiten-Köcher auch eine Beschreibung der Morphismen.